# Ossun (Luizjana)
Ossun – jednostka osadnicza w Stanach Zjednoczonych, w stanie Luizjana, w parafii Lafayette.